# Vibhanga
El Vibhaṅga es una escritura budista, parte del Canon Pali del budismo theravāda, incluido en el Abhidhamma Pitaka. Una traducción conocida al inglés está contenida en el The Book of Analysis, publicada por primera vez en 1969.
El libro tiene dieciocho capítulos, y cada uno trata de un tema particular:
1. Agregados (khandha)
2. Bases sensoriales (āyatana)
3. Elementos (dhātu)
4. Las verdades (sacca)
5. Facultades (indriya)
6. Origen dependiente (paṭiccasamuppāda)
7. Fundamento de la atención plena (satipaṭṭhāna)
8. Esfuerzo correcto (sammappadhāna)
9. Base del poder (iddhipāda)
10. Factor de iluminación (bojjhanga)
11. El camino (magga)
12. Absorción (jhāna)
13. Los cuatro inconmensurables (appamaññā)
14. Reglas de entrenamiento (sikkhāpada)
15. Análisis (paṭisambhidā)
16. Conocimiento (ñāṇa)
17. Temas menores (khuddhaka vatthu)
18. El corazón del Dhamma (dhammahadaya)

Un capítulo típico se divide en tres partes:
- Método del Sutta: a menudo consiste en citas del Sutta Pitaka.
- Método del Abhidhamma: varias listas de sinónimos y clasificaciones numéricas.
- Método de preguntas: aplica la matika (matriz) del Dhammasangani.